# Ciudad Monumental de Cáceres
En la ciudad española de Cáceres, se denomina «Ciudad Monumental» (nombre oficial según el Ayuntamiento de Cáceres), «ciudad vieja de Cáceres» (nombre oficial según la Unesco) o «barrio de Intramuros» (nombre tradicional) a la parte del casco antiguo de la localidad delimitada exteriormente por su muralla. En la organización territorial de la ciudad, es uno de los barrios que forman el distrito Centro-Casco Antiguo. En 2021, el barrio tenía una población de 318 habitantes.
Con dos milenios de historia, este barrio fue fundado por los romanos como una colonia denominada Norba Caesarina, siendo construida la muralla para protegerla. La colonia con fortificación se estableció estratégicamente sobre una colina, delimitada al este por el valle del arroyo del Marco y al oeste por el valle del arroyo de Ríos Verdes. Tras quedar abandonado el asentamiento durante el período de las grandes migraciones, se recuperó como un ḥiṣn durante el período andalusí. El recinto amurallado y la localidad de Cáceres fueron una misma cosa hasta finales del siglo XIV, cuando tras consolidarse la Reconquista se fundó el barrio de Extramuros.
El barrio de Intramuros es internacionalmente conocido por albergar grandes ejemplos de arquitectura señorial y religiosa construidos a lo largo de los siglos, frente a la arquitectura vernácula que los comerciantes y artesanos desarrollaron en el barrio de Extramuros. La Ciudad Monumental está declarada Bien de Interés Cultural desde 1949 y Patrimonio de la Humanidad desde 1986. Alberga en su interior varios edificios declarados Bien de Interés Cultural como monumentos: la concatedral de Santa María, la iglesia de San Francisco Javier y las casas y palacios de Carvajal, las Veletas, los Caballos, Aldana, el Sol, Golfines de Abajo y Golfines de Arriba.
El barrio es uno de los principales motores económicos de la ciudad. Es visitado por casi todos los turistas que van a Cáceres, una ciudad que habitualmente recibe más de cuatrocientas mil pernoctaciones de visitantes al año. Alberga además la sede de importantes instituciones públicas y privadas, como la Diputación Provincial de Cáceres (cuya sede principal está en el antiguo monasterio de Santa María de Jesús), la diócesis católica de Coria-Cáceres (de la cual alberga tanto su palacio episcopal como su concatedral), la Universidad de Extremadura (cuyo rectorado cacereño se ubica en la casa de los Ribera y el palacio de la Generala) o la fundación bancaria Caja de Extremadura (con sede en el palacio de Mayoralgo). Sin embargo, el área se halla muy escasamente poblada en comparación con otras zonas del centro de la ciudad, ya que la mayoría de los cacereños lo consideran más un monumento que un barrio, a lo que se suman dificultades para la vida cotidiana como las restricciones de acceso a vehículos. Todo esto ha propiciado que el escenario sea aprovechado por el cine para recrear ambientes del pasado.

## Conjunto monumental

### Reconocimiento institucional

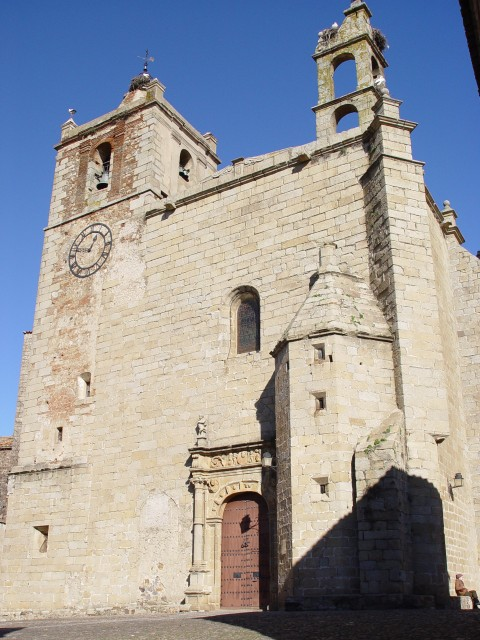
Iglesia de San Mateo

En el sistema de protección de patrimonio histórico español, el Gobierno de España comenzó su reconocimiento al barrio en 1930, cuando se protegió como Bien de Interés Cultural a la muralla de Cáceres. Al año siguiente recibieron el mismo estatus los primeros monumentos protegidos del barrio de Intramuros: la concatedral (entonces iglesia parroquial) de Santa María, el palacio de los Golfines de Abajo, el palacio de las Veletas y la casa de Aldana. La protección se extendió en 1949 a todo el barrio, que fue declarado Conjunto Histórico junto con varios edificios singulares situados en los Extramuros:

[...]Se declara Conjunto Monumental en la ciudad de Cáceres el constituido por los edificios histórico-artísticos existentes dentro de la vieja muralla, el formado por las construcciones de la Plaza Mayor, y, además, el Palacio de Abrantes, la Casa de los Trucos, la Casa de la Isla, la Casa de la Roca, Colegio Viejo de San Pedro, la Iglesia de Santiago, la Iglesia y Convento de San Francisco, la Ermita del Espíritu Santo y el Santuario de Nuestra Señora de la Montaña [...]
DECRETO de 21 de enero de 1949 por el que se declara Conjunto Monumental el que se indica de la ciudad de Cáceres

El Gobierno de España y más tarde la Junta de Extremadura han protegido como monumentos otros edificios: la casa de los Caballos (1962), el palacio de los Golfines de Arriba (1977), el palacio de Carvajal (1992) y una declaración conjunta para la iglesia de San Francisco Javier con el convento de la Preciosa Sangre y la casa del Sol (2004). La iglesia de San Mateo y el convento de San Pablo eran candidatos al estatus de Bien de Interés Cultural desde 1982, pero el caos administrativo provocado por el traspaso interadministrativo de competencias llevó a cerrar el expediente en 1991. Por su parte, desde 1997 es Bien de Interés Cultural el palacio de Toledo-Moctezuma, pero no como monumento sino como archivo, ya que alberga el Archivo Histórico Provincial de Cáceres.
La fama internacional del conjunto histórico se remonta a la actuación del Consejo de Europa, que en 1968 le dio el título honorífico de "Conjunto Monumental Europeo", siendo la tercera ciudad que lo recibía tras Praga y Tallin. El título era una mera declaración informal y no tenía ningún efecto práctico, ya que ninguna de las tres ciudades citadas pertenecía en aquel momento a un Estado miembro del Consejo, pero sirvió para fomentar el turismo internacional en esas ciudades. Tras años de trabajo de las instituciones culturales y empresas turísticas locales, en 1986 la Unesco concedió al barrio el estatus de Patrimonio de la Humanidad, el título más importante que puede alcanzar un monumento a nivel internacional. Otros galardones internacionales que ha recibido el barrio ha sido el Pomme d´or al Mérito Turístico, concedido por la Federación Internacional de Periodistas y Escritores de Turismo en 1996; y Les Etoiles d´Or du Jumelage, otorgado por la Comisión Europea en 1999.
En el siglo XXI, el siguiente objetivo del Ayuntamiento de Cáceres en relación con su casco antiguo está pasando por fomentar su patrimonio cultural inmaterial y sus eventos culturales, siendo el principal éxito en esta materia la declaración en 2011 de su Semana Santa como fiesta de Interés Turístico Internacional. Entre 2002 y 2010, la ciudad centró gran parte de sus esfuerzos en conseguir el título de Capital Europea de la Cultura en 2016, pero cayó eliminada en primera ronda por considerar la organización que todavía no tenía completamente desarrollado su potencial para la cultura inmaterial. En años posteriores, se ha propuesto a nivel interno presentar una nueva candidatura para la capitalidad de 2031, pero los efectos tanto económicos como culturales de la crisis económica iniciada en 2008 dificultan notablemente llevar a cabo ese segundo intento.

### Áreas monumentales

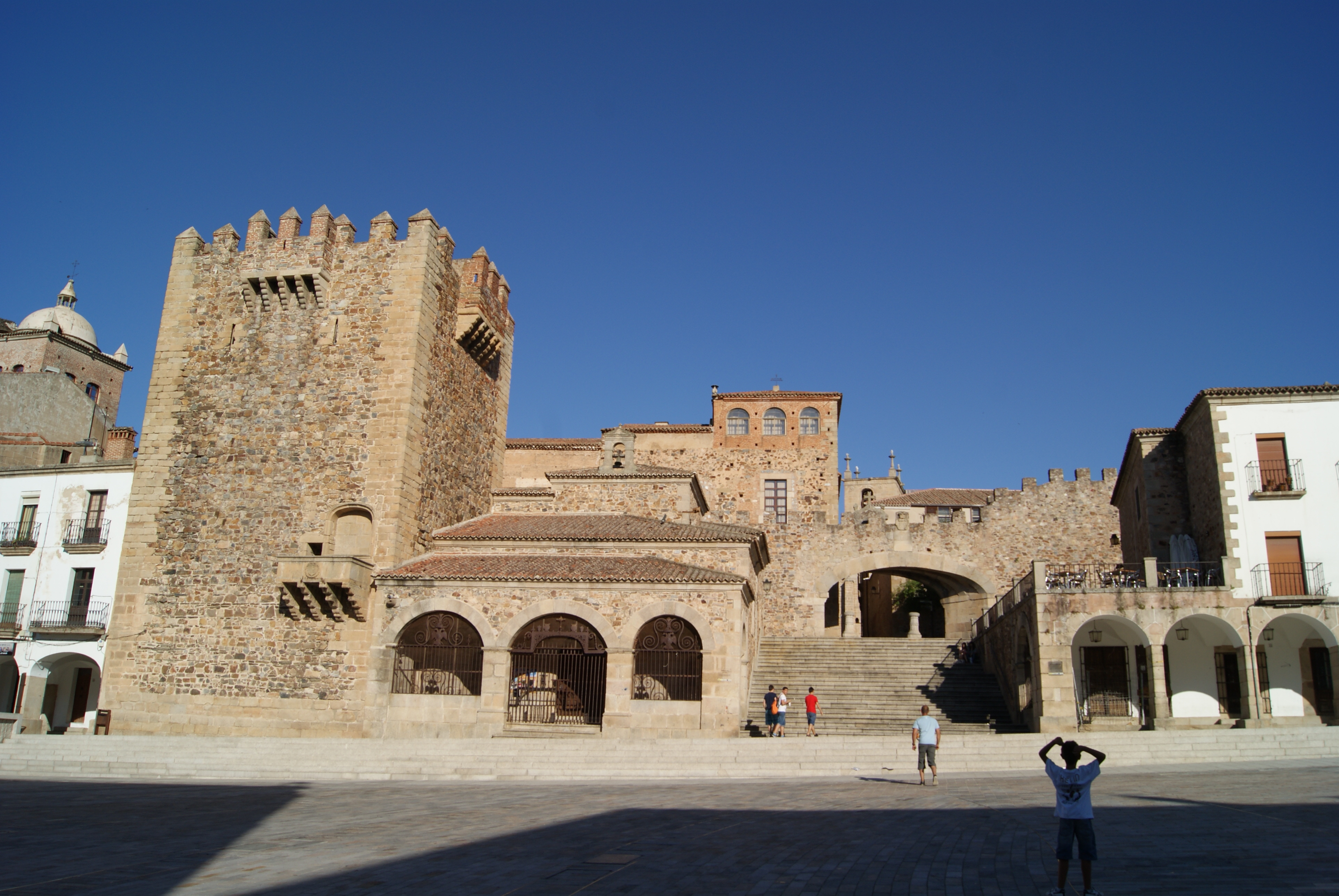
La torre de Bujaco, la ermita de la Paz y el arco de la Estrella, tres monumentos ubicados en la Plaza Mayor que forman la entrada tradicional a la Ciudad Monumental.

La Ciudad Monumental de Cáceres es un barrio muy heterogéneo, debido a su ubicación en una colina. Se estructura tradicionalmente en torno a dos grandes espacios públicos: la plaza de Santa María en la parte baja y la plaza de San Mateo, San Pablo y las Veletas en la parte alta, estando formado el resto del barrio principalmente por calles estrechas.
Para acceder al barrio es necesario atravesar la muralla que lo rodea, que se conserva construida en casi todo su recorrido. La puerta de entrada tradicional es la occidental: en la Plaza Mayor se ubica el arco de la Estrella, que junto a la torre de Bujaco y la ermita de la Paz forma una de las imágenes más representativas de la ciudad. También es posible acceder por el norte a través del hueco de la desaparecida puerta de Coria, por el sur a través de la también desaparecida puerta de Mérida y por el este a través del arco del Cristo. Existen accesos secundarios como el arco de Santa Ana.

#### Santa María (barrio bajo)

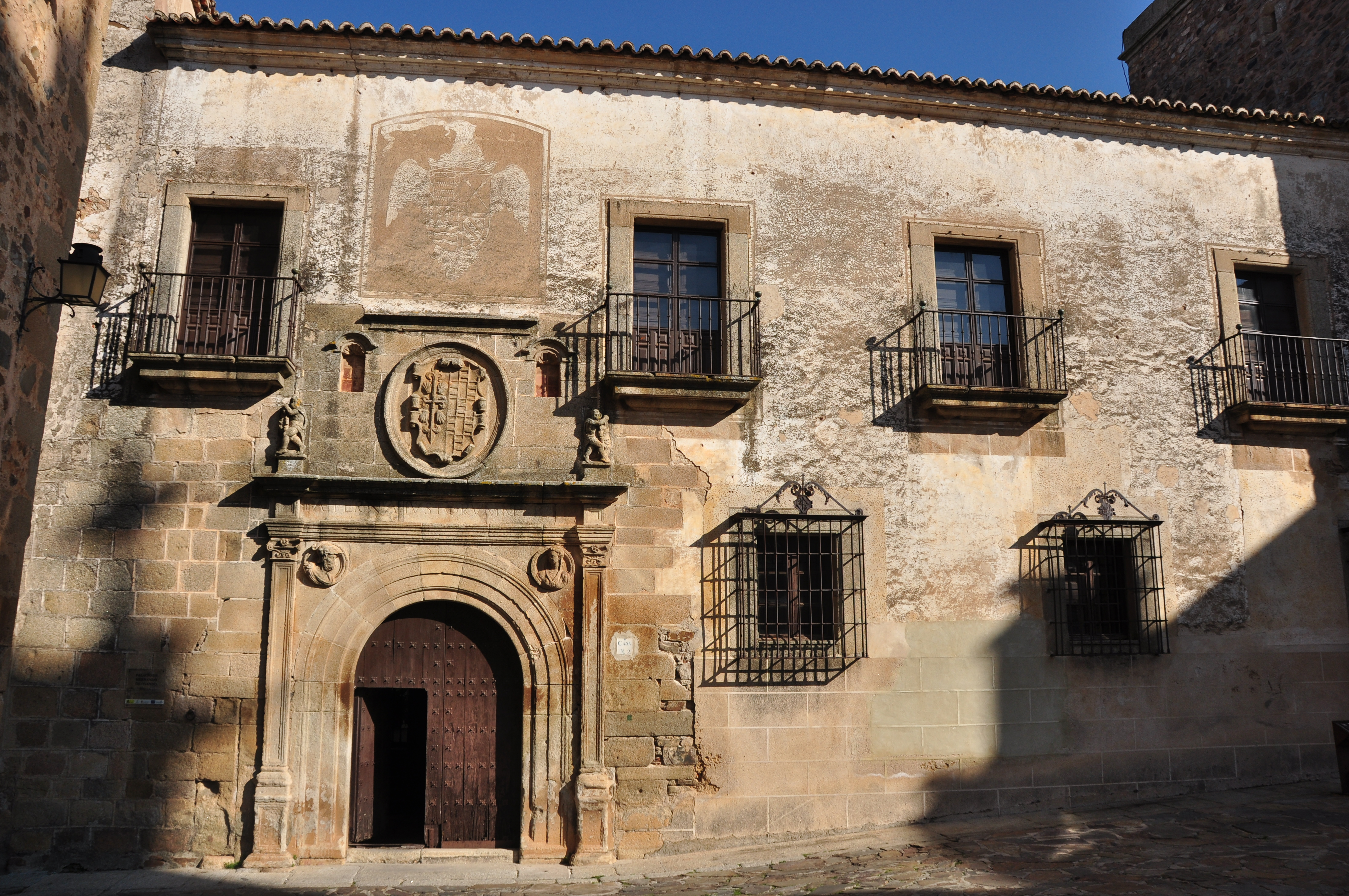
Casa de los Ovando

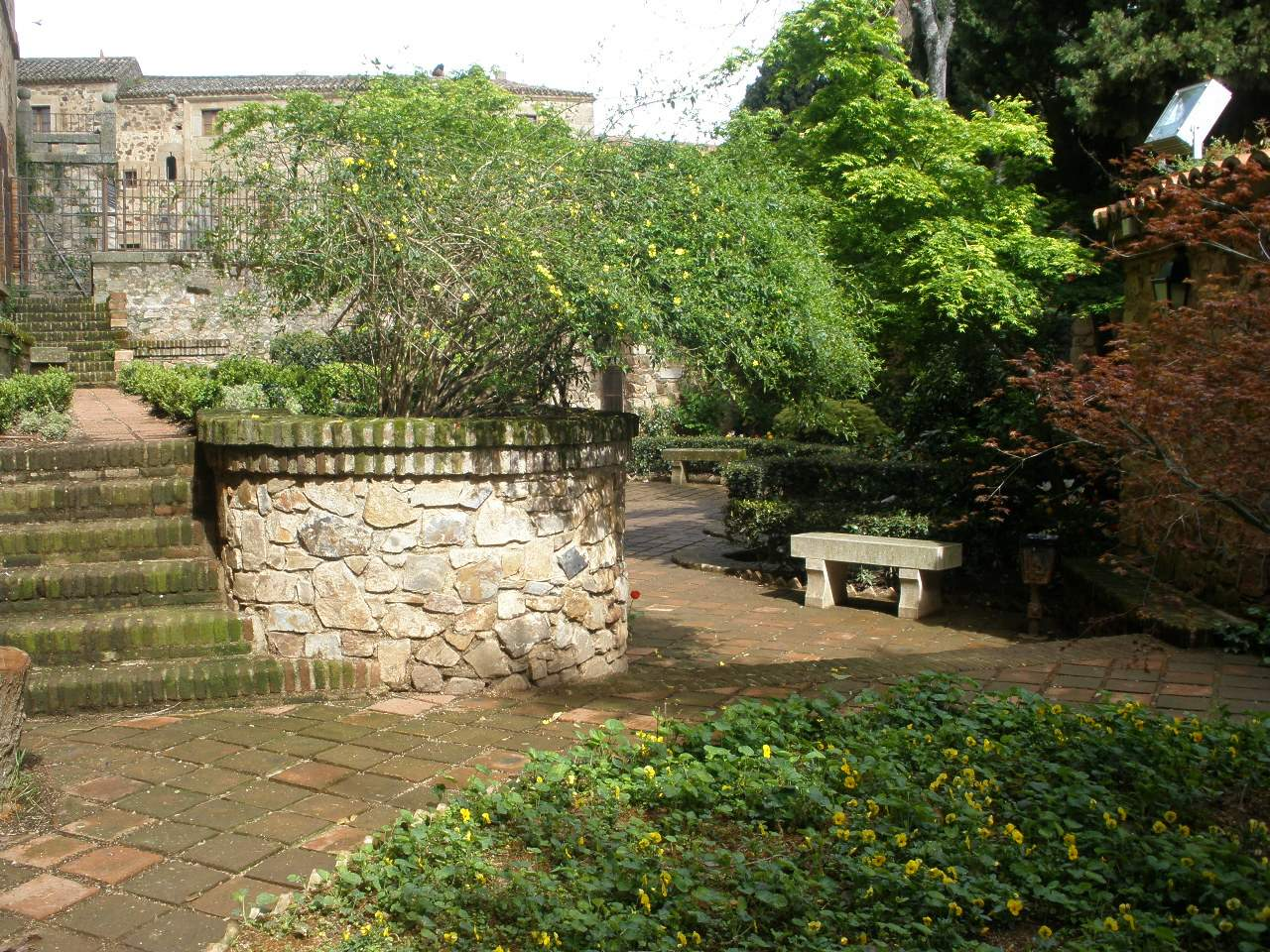
Jardín de Cristina de Ulloa

El espacio conocido como Santa María se encuentra formado por la unión de dos plazas, la Plaza de Santa María y la Plaza de los Golfines, creando las dos un espacio único. Se encuentra presidida por la concatedral de Santa María, en torno a la cual se disponen un conjunto de palacios, mansiones y casas nobles delimitando la plaza. Adyacente al ábside de la concatedral se encuentra el palacio de Carvajal (sede del Patronato de Turismo de la Diputación de Cáceres, se pueden visitar sus dependencias interiores, el patio y el jardín) y al final de la calle Tiendas es posible ver la torre de los Espaderos. De nuevo en la plaza de Santa María se observan el palacio de Hernando de Ovando y el Palacio Episcopal, tras el cual, en la plaza del Conde de Canilleros, se encuentra el palacio de Toledo-Moctezuma (sede del Archivo Histórico Provincial). Si se continúa en la plaza de Santa María se pueden seguir viendo el palacio de Mayoralgo, la casa de los Moraga (Centro Provincial de Artesanía), la casa de los Golfín-Toledo o Duques de Valencia, el palacio de la Diputación, el palacio de Fomento y el magnífico palacio de los Golfines de Abajo, que sirvió de alojamiento a los Reyes Católicos durante sus estancias en Cáceres.

#### San Jorge (plazuela central)
La plaza de San Jorge, en el centro del recinto amurallado, está caracterizada por tres edificios. Así, se encuentra dominada por la iglesia de San Francisco Javier o Iglesia de la Preciosa Sangre (en cuya cripta se encuentra el Centro de Interpretación de la Semana Santa de Cáceres y permite el acceso al aljibe más grande de Cáceres, del siglo XVIII). Al lado de la misma se sitúa el Colegio de la Compañía de Jesús. Este conjunto barroco que preside la plaza está acompañado a la derecha por la casa de los Becerra (sede de la Fundación Mercedes Calles y Carlos Ballestero). Finalmente, a la izquierda, detrás de unos locales de venta de recuerdos y artesanía, se encuentra el jardín de Cristina de Ulloa, espacio abierto dentro del conjunto formado por estos tres edificios de la plaza de San Jorge, dedicada al patrón de la ciudad.

#### San Mateo (barrio alto)

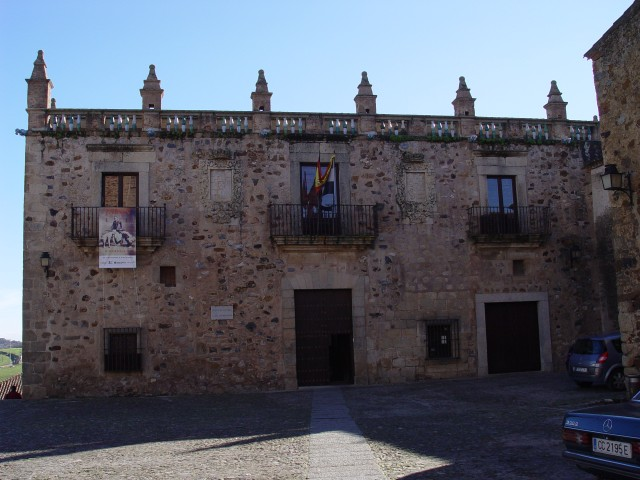
Palacio de las Veletas, sede del Museo de Cáceres.

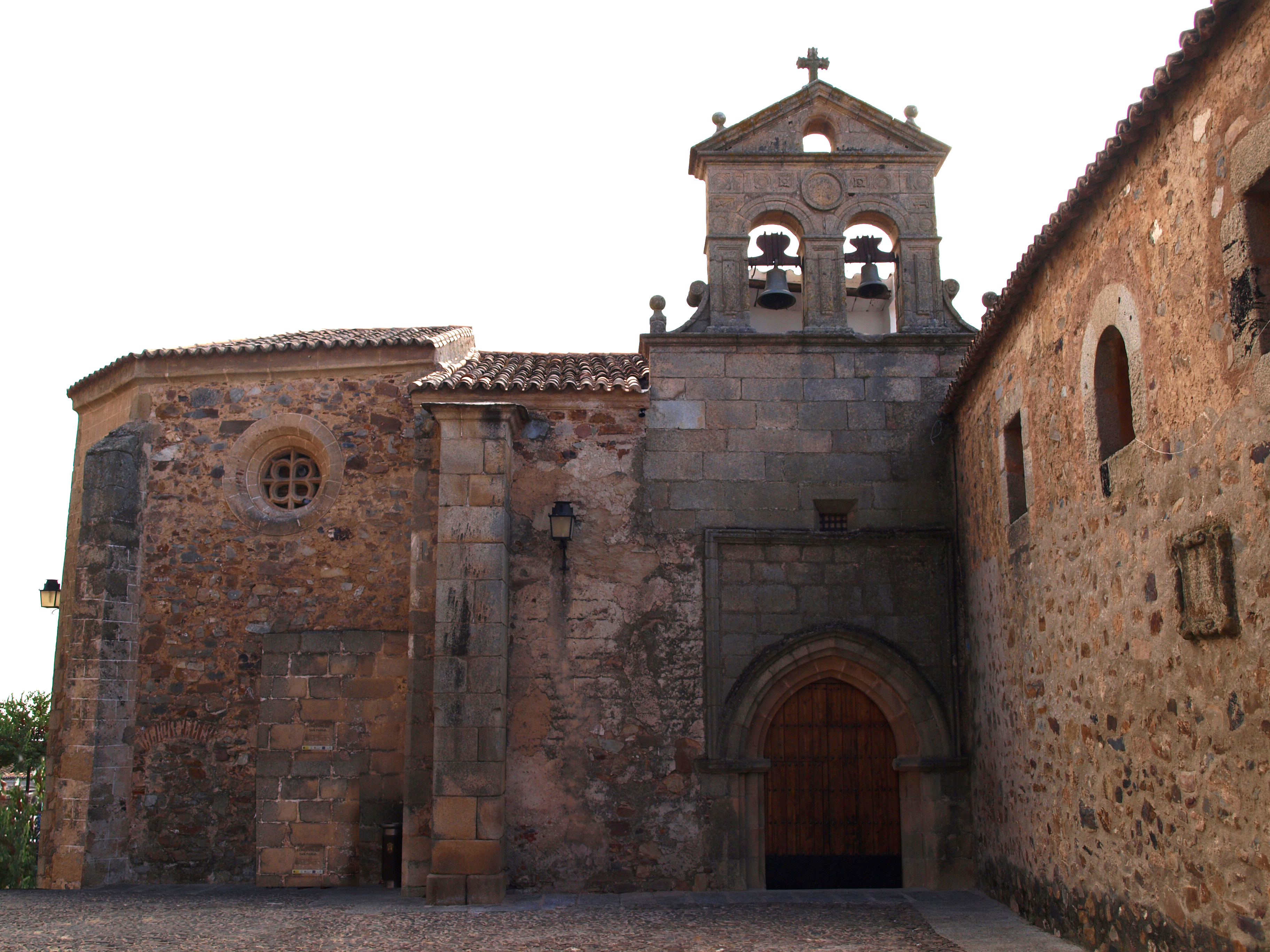
Convento de San Pablo

El espacio de San Mateo, de menor tamaño que Santa María, está formado por tres plazas que forman un solo espacio público, la plaza de San Mateo, la de San Pablo y la de las Veletas. Esta zona está presidida por la iglesia de San Mateo (construida sobre la antigua mezquita mayor). También se encuentra otro edificio religioso, el convento de San Pablo. Entre los edificios civiles, el más destacado es el palacio de los Cáceres Ovando o palacio de las Cigüeñas (que en el siglo XX fue la sede del Gobierno Militar). Completando la zona de San Mateo, concretamente en la Plaza de las Veletas, se encuentra el palacio de las Veletas (sede de la Sección de Arqueología y Etnografía del Museo de Cáceres, con un magnífico aljibe almohade, el más antiguo de la ciudad) y la casa de los Caballos (sede de la Sección de Bellas Artes del Museo de Cáceres). Inmediatamente por detrás de la iglesia de San Mateo, se encuentra una pequeña plazoleta en la que se sitúan tres bellos edificios que forman un conjunto armonioso, la casa del Sol, la casa del Águila y la torre de Sande.
Volviendo de nuevo a la plaza de San Mateo, es posible ver el impresionante palacio de los Golfines de Arriba. Finalmente, desde San Mateo, se puede descender a través de la calle Ancha para admirar el conjunto de edificios que delimitan esta calle. Entre ellos están la casa de Lorenzo de Ulloa (sede de la Escuela de Bellas Artes Eulogio Blasco), la casa de Diego de Ulloa el Rico, la casa de los Paredes Saavedra, el palacio del Comendador de Alcuéscar o de los Marqueses de Torreorgaz (alberga el Parador de Turismo de Cáceres) y la casa de los Sánchez Paredes.
En este punto, tras atravesar la calle Ancha, se encuentra la puerta de Mérida. A este nivel es posible apreciar el hospital de los Caballeros hacia la derecha, mientras que si se gira hacia la izquierda se puede apreciar la casa de los Pereros (sede del desaparecido Colegio Mayor Universitario Francisco de Sande).

#### Adarves y callejones

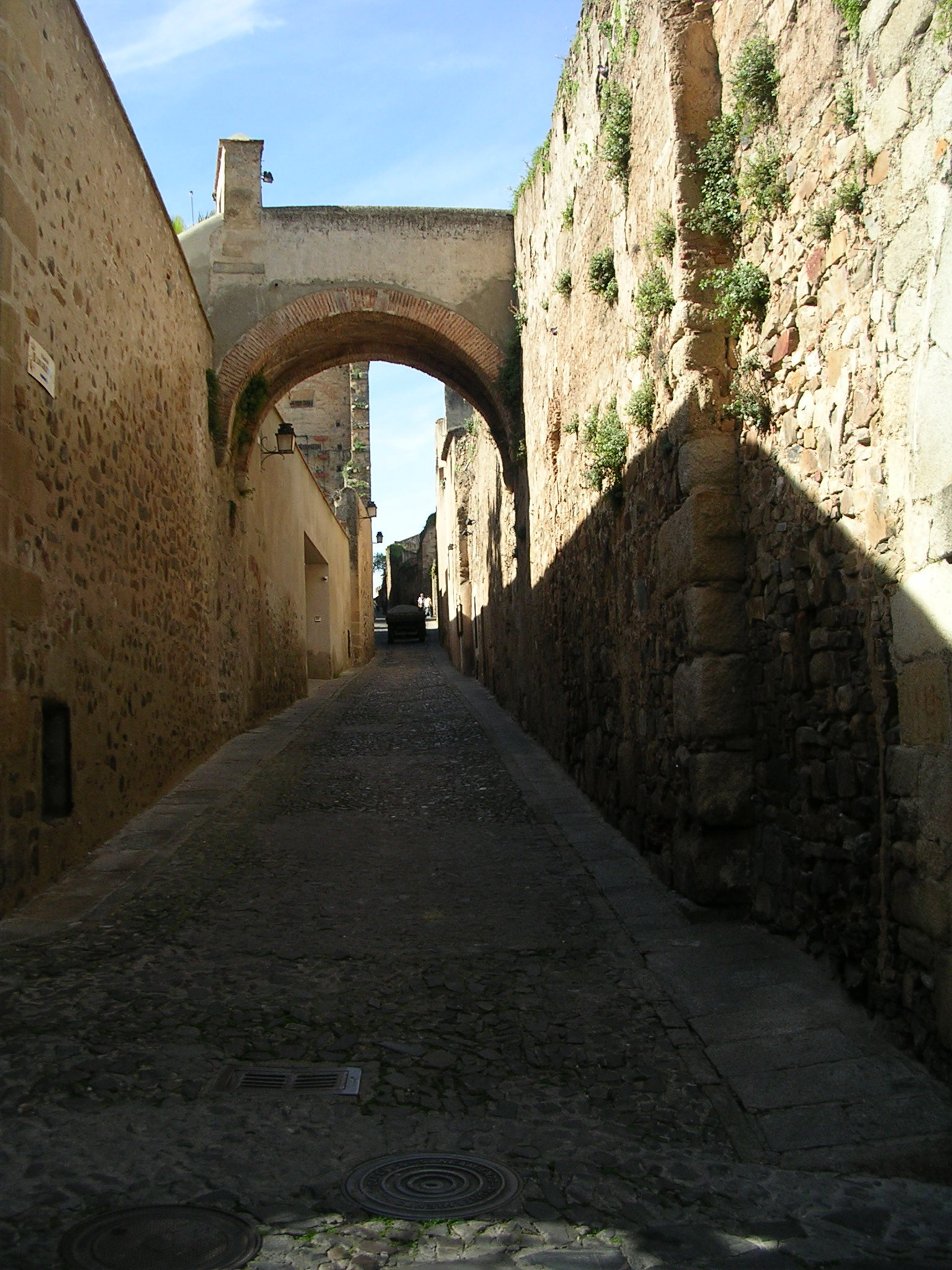
El Adarve de la Estrella.

Desde la plaza de San Mateo, si se toma la calle Condes, se llega hasta la zona de los adarves. Los adarves son las calles adyacentes a la muralla, lo que también se conoce como camino de ronda. En Cáceres cinco calles conservan el nombre de adarves (Padre Rosalío, Santa Ana, Estrella, Obispo Álvarez de Castro y Cristo), si bien cuando se habla de "los adarves", generalmente se hace referencia a los tres primeros, que se encuentran seguidos, como si de una misma vía se tratara. Los adarves (del Padre Rosalío, de Santa Ana y de la Estrella) constituyen una calle en cuesta, con estrecheces y con pavimento de pequeños cantos.
En esta zona se aprecian el arco de Santa Ana y puerta del Postigo, la torre de la Ved o del Postigo y la torre de Santa Ana. En una pequeña plazoleta frente al arco de Santa Ana se sitúa el palacio de los Condes de Adanero. Conforme se van descendiendo los adarves, a la izquierda se encuentra la entrada a la Casa Mirón (sede del Museo Municipal de Cáceres), y un poco más abajo a la derecha, está la plaza de los Caldereros. Esta plaza, a la derecha de los adarves, está delimitada por dos edificios, uno frente al otro, el palacio de la Generala y la casa de los Ribera. Ambos edificios son la sede del Rectorado de la Universidad de Extremadura.
Enfrente de la plaza de los Caldereros existe una pequeña puerta que da a unas escaleras que descienden hasta el Foro de los Balbos, delimitado por la torre del Horno y la torre de la Yerba, pudiéndose ver desde aquí la casa consistorial y la Plaza Mayor. Si se descienden completamente los adarves y se vuelve a la plaza de Santa María, a la altura de la casa de Moraga, es posible iniciar el paso por una zona de calles, callejones y callejas de la Ciudad Monumental de gran encanto. Aquí, en la casa de Moraga, se inicia un eje formado por las calles Cuesta de Aldana y Olmos, situadas en línea recta, estrechas y tortuosas. Aquí se encuentran edificios tan importantes como la casa del Mono, la casa de Aldana, la casa de los Ovando Perero y la enfermería de San Antonio. Finalmente, la pequeña plaza donde se encuentra la enfermería de San Antonio desemboca en la unión de la calle Puerta de Mérida con el adarve del Padre Rosalío, pudiéndose apreciar el hospital de la Magdalena.

#### Judería Vieja y alrededores

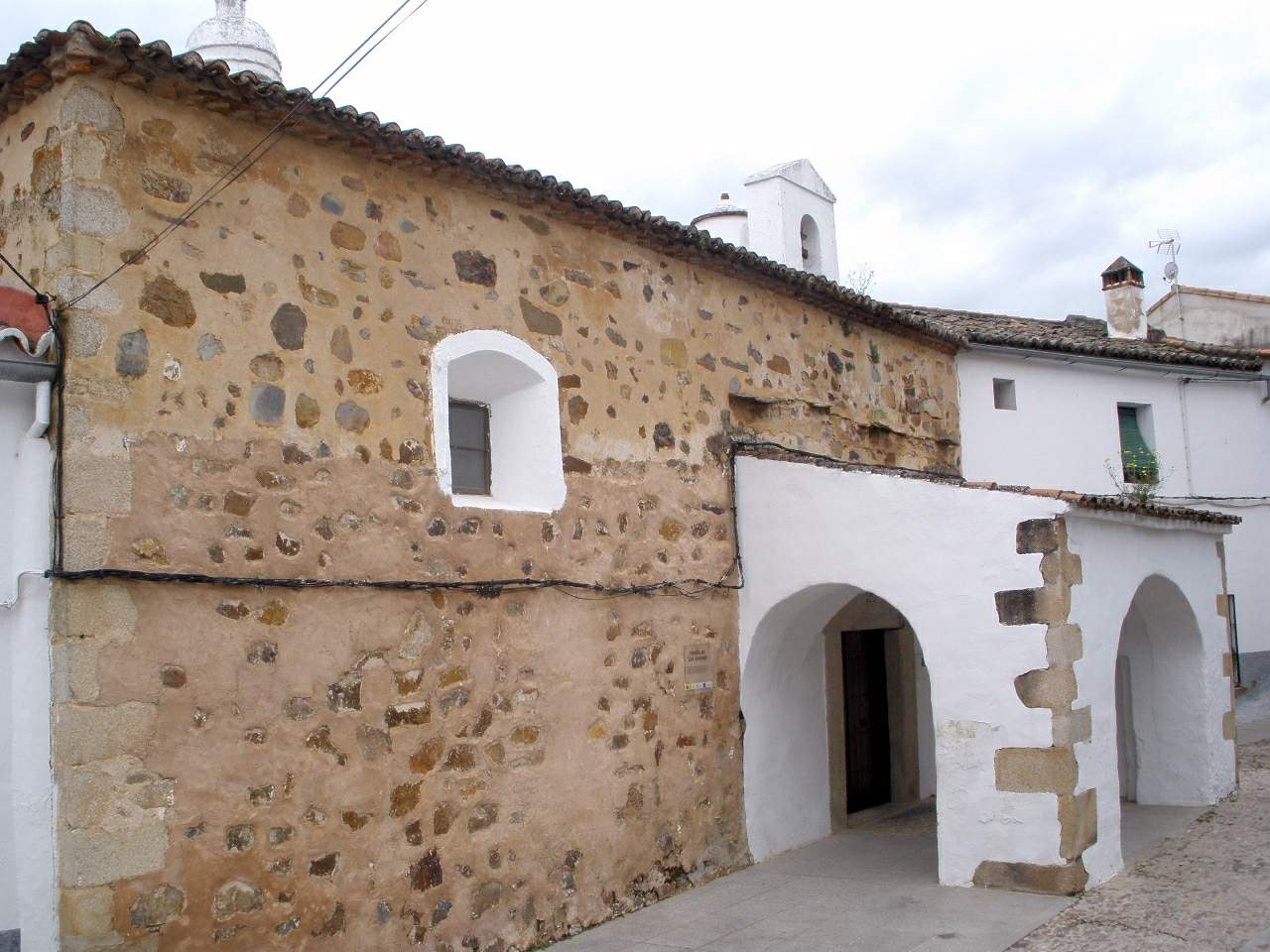
Ermita de San Antonio

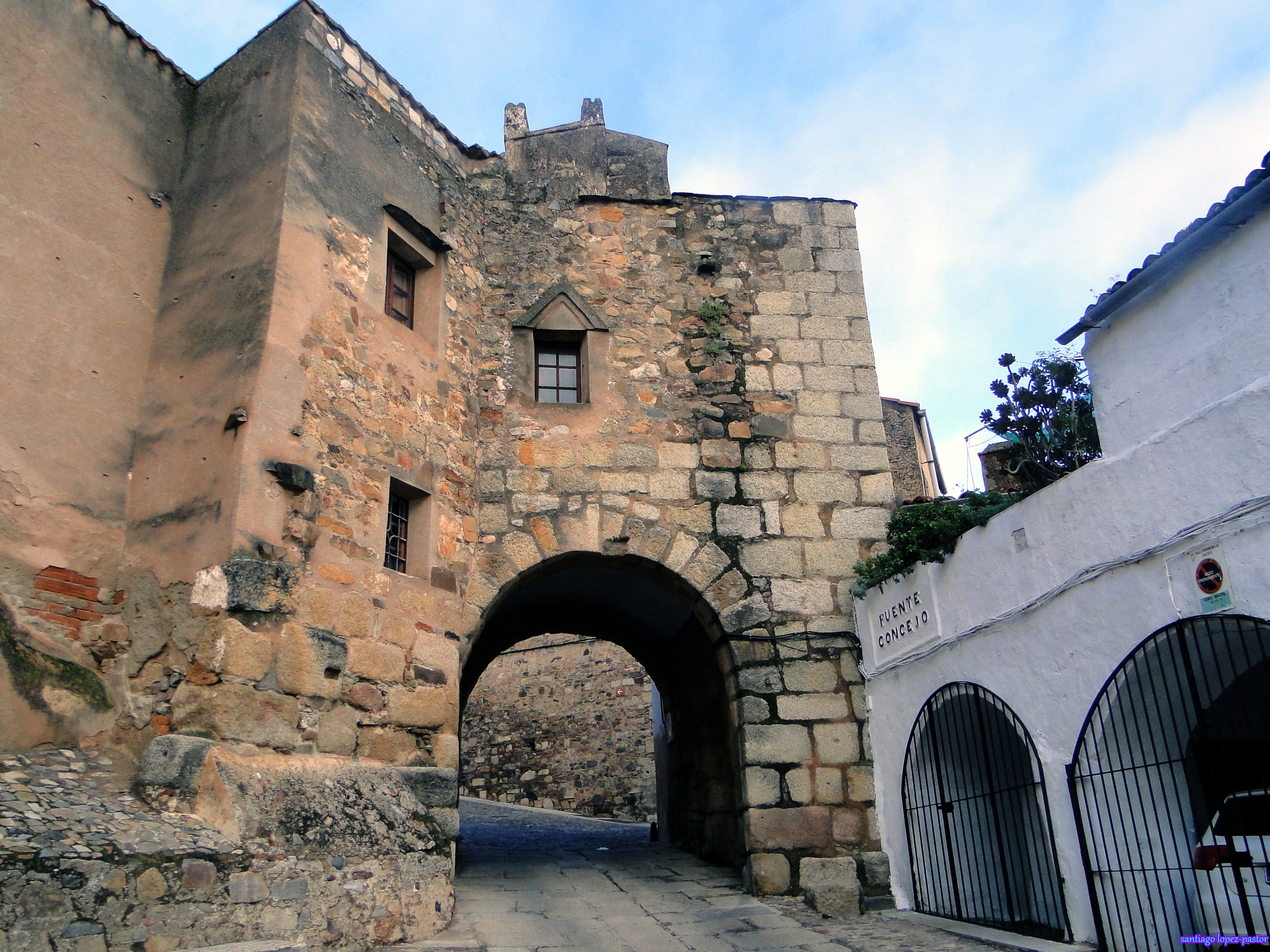
La puerta del Concejo, acceso oriental a la Ciudad Monumental.

Cáceres llegó a tener dos barrios judíos: la Judería Vieja (en el recinto intramuros) y la Judería Nueva (en la zona extramuros). La Judería Vieja o Barrio Judío Viejo se conoce también como barrio de San Antonio de la Quebrada. Se conserva la disposición y organización de las calles típicas del periodo islámico y judío. Se trata de calles estrechas y en cuesta, con pequeñas plazas unidas entre sí, y con calles «en fondo de saco», es decir, calles sin salida. Las casas son pequeñas, de una a dos plantas, la mayoría de color blanco y decoradas algunas de ellas con flores como los geranios entre otras, lo que le da un gran tipismo a este barrio. Está conformado por las calles Barrio de San Antonio, Callejón del Moral, Rincón de la Monja y Cuesta del Marqués, entre otras. El principal edificio y centro de la judería vieja es la ermita de San Antonio (construida sobre la antigua sinagoga). Una casa interesante es la casa del Judío Rico (conocida así popularmente por presentar una fachada de piedra en lugar de estar cubierta de cal, como era lo típico de las casas judías humildes). En el mismo barrio judío, a través de una de sus casas, es posible acceder al baluarte de los Pozos. Se trata de un tramo de muralla adelantado al resto formado por dos torres, la torre de los Pozos o del Gitano y la torre Coraja o de los Aljibes. Constituyó un punto clave para garantizar el acceso al agua de la Ribera. También en la propia judería, cerca de la puerta de Pizarro, se encuentra el acceso al Olivar de la Judería, que consiste en un espacio a modo de jardín o parque situado a los pies de la muralla.
Si se continúa por la calle Rincón de la Monja, en el cruce de la misma con la calle Cuesta del Marqués se encuentran dos edificios a destacar. Uno de ellos es la Casa de Durán de la Rocha y el otro es la Casa Museo Árabe. Al descender por la Cuesta del Marqués, se llega al punto más bajo de la Ciudad Monumental y el situado más al este. Aquí se encuentra el Arco del Cristo, Puerta del Río o del Concejo (única puerta de origen romano que ha persistido en la ciudad). Desde este punto es posible visualizar la torre Redonda y, tras cruzar el arco, la torre del Río.

### Lista de monumentos

#### Muralla y torres interiores

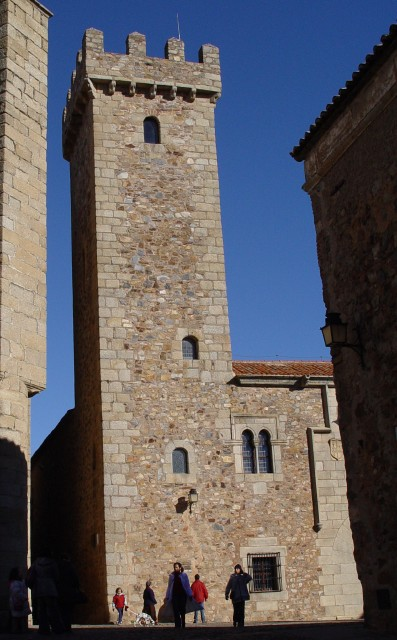
Torre del palacio de las Cigüeñas.

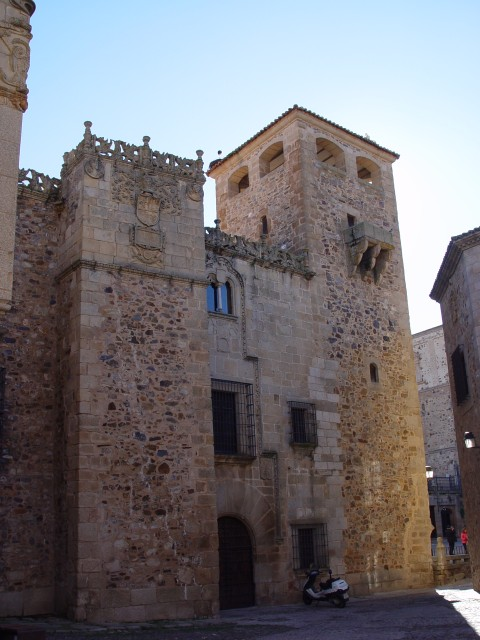
Palacio de los Golfines de Abajo.

El barrio está casi totalmente rodeado por la muralla de Cáceres, una cerca militar de origen romano, ampliamente reconstruida durante la Reconquista. La muralla, que se conserva construida en casi todo su trazado, fue construida inicialmente para proteger la colonia romana de Norba Caesarina, pero se conservan pocos restos de aquella época. La mayor parte de la actual muralla fue construida por los almohades a finales del siglo XII y principios del siglo XIII. La pared está construida principalmente con mampostería y tapial. La anchura media del muro es de tres metros y en algunos tramos llega a superar una altura de diez metros. La muralla cacereña está declarada Bien de Interés Cultural desde 1930, siendo uno de los primeros monumentos nacionales declarados en Extremadura.
En Cáceres, por orden de Isabel La Católica, fueron desmochadas todas las torres nobiliarias existentes en la entonces villa menos la de los Cáceres-Ovando, también denominada Torre de las Cigüeñas, para reprimir la desobediencia de sus dueños (que apoyaron a Juana de Trastámara, apodada Juana la Beltraneja). No obstante, destacan algunas torres desmochadas como la del palacio de Carvajal, de planta redonda, edificada en el siglo XIII y reformada en el siglo XVI. También es destacable la torre de Sande, en la casa de los Saavedra, frente a la Iglesia de San Mateo.

#### Monumentos religiosos
Los principales monumentos religiosos del barrio son:
- Concatedral de Santa María;
- Iglesia de San Francisco Javier;
- Iglesia de San Mateo;
- Ermita de San Antonio;
- Convento de San Pablo.

#### Palacios y casas nobles

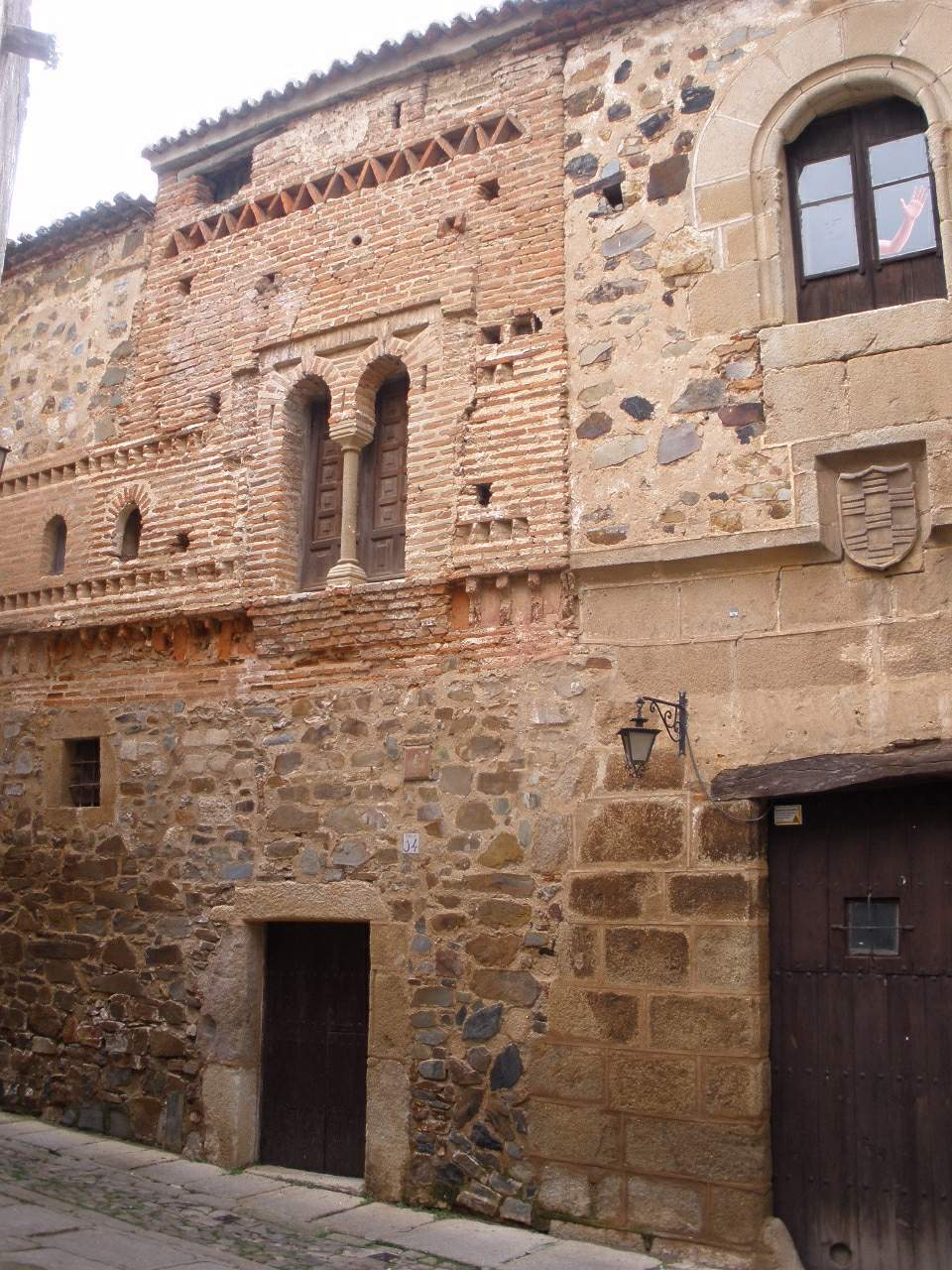
Casa de Aldana

En el barrio destacan los siguientes palacios y casas nobles:
- Palacio Episcopal;
- Palacio de los Golfines de Abajo;
- Palacio de Carvajal;
- Palacio de las Cigüeñas;
- Palacio de las Veletas;
- Casa de los Solís o Casa del Sol;
- Palacio de los Golfines de Arriba;
- Palacio de Toledo-Moctezuma;
- Palacio del Comendador de Alcuéscar;
- Palacio de la Generala;
- Casa de los Ovando;
- Casa de los Becerra;
- Casa de los Sánchez Paredes;
- Casa de los Paredes Saavedra;
- Casa de Lorenzo de Ulloa;
- Casa de Aldana;
- Casa de los Ovando Perero;
- Casa del Mono;
- Casa de los Moraga;
- Casa de los Ribera;
- Casa de los Caballos;
- Casa de los Pereros.

Muchos de estos palacios y casas nobles tienen escudos esculpidos en sus fachadas. Se han llegado a inventariar más de mil doscientos escudos, lo que convierte a Cáceres en una de las ciudades con mayor riqueza heráldica del mundo.

## Situación como barrio

### Demografía
A 1 de enero de 2021, el barrio tenía una población de 318 habitantes según el padrón municipal. El barrio ha tenido la siguiente evolución demográfica desde 2007:
| Gráfica de evolución demográfica de Ciudad Monumental entre 2007 y 2019 |
|                                                                         |

El barrio está sufriendo una continua pérdida de población que contrasta con el aumento de población de la ciudad, pues el padrón de 1986 señalaba que el barrio tenía aquel año 562 habitantes. Mientras este barrio ha perdido dos quintas partes de su población, la ciudad ha pasado de tener unos ochenta mil habitantes en aquella época a casi cien mil en la actualidad. La distribución por edades en el padrón de 2021 era similar a la media local, aunque con algo menos de población menor de 18 años: 11,46% de menores de edad, 28,17% entre 18 y 35 años, 38,08% entre 35 y 65 años y 22,29% de más de 65 años.

### Administración

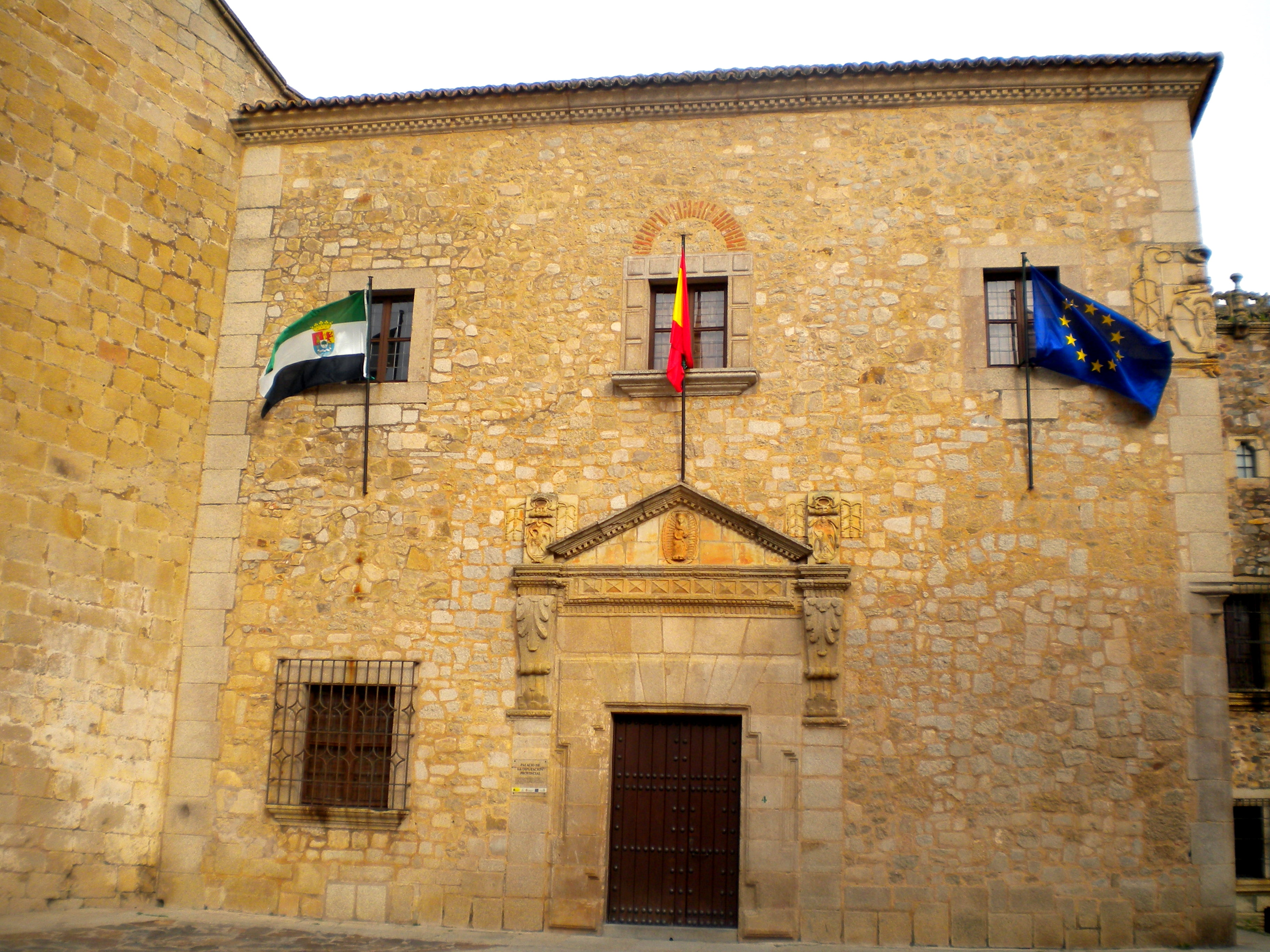
El antiguo monasterio de Santa María de Jesús alberga la sede de la Diputación Provincial de Cáceres.

Desde la reforma territorial de 2008, la Ciudad Monumental he quedado definida por el Ayuntamiento de Cáceres como un barrio pertenece al distrito Centro-Casco Antiguo, delimitado exteriormente por la muralla, aunque con una pequeña variación por motivos técnicos: dado que los límites de los barrios de Cáceres lo forman calles y no edificios, se considera que el barrio acaba en la calle inmediatamente interior a la muralla, perteneciendo por lo general la muralla a los barrios colindantes. Limita al noroeste con el barrio de la Plaza Mayor, al noreste con Santiago, al sureste con Ribera del Marco y San Francisco, al sur y suroeste con Santa Clara y al oeste con San Juan.
Existe en este barrio una asociación de vecinos llamada "Asociación de Vecinos Ciudad Monumental de Cáceres", cuyos actuales estatutos se remontan a 2004. A fecha de 2020 cuenta con más de trescientas familias asociadas y, debido a las peculiaridades del barrio, es conocida por ser una de las asociaciones vecinales cacereñas más activas en materia de representación vecinal y fomento cultural. La escasa población del barrio hace que sus estatutos incluyan como asociables a los vecinos de las zonas colindantes al exterior con la muralla, siendo la asociación de referencia para gran parte de los vecinos de Ribera del Marco, Santiago y Santa Clara.

### Infraestructuras y servicios

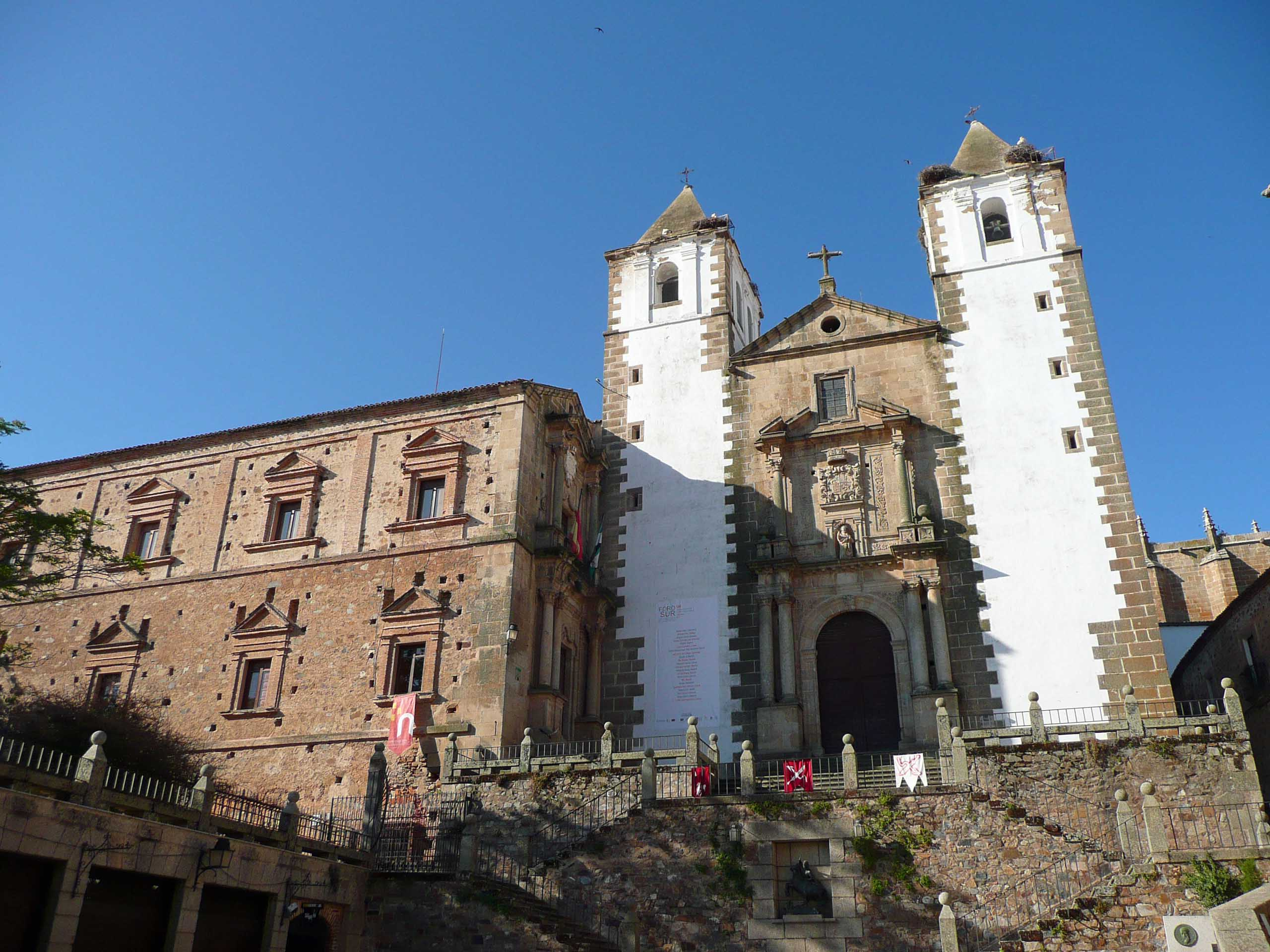
Junto a la iglesia de San Francisco Javier se ubicaba el Noviciado de los Jesuitas, en la izquierda de la imagen. Este edificio albergaba en el siglo XIX el Instituto Provincial de Segunda Enseñanza, el centro educativo laico más antiguo de Extremadura.

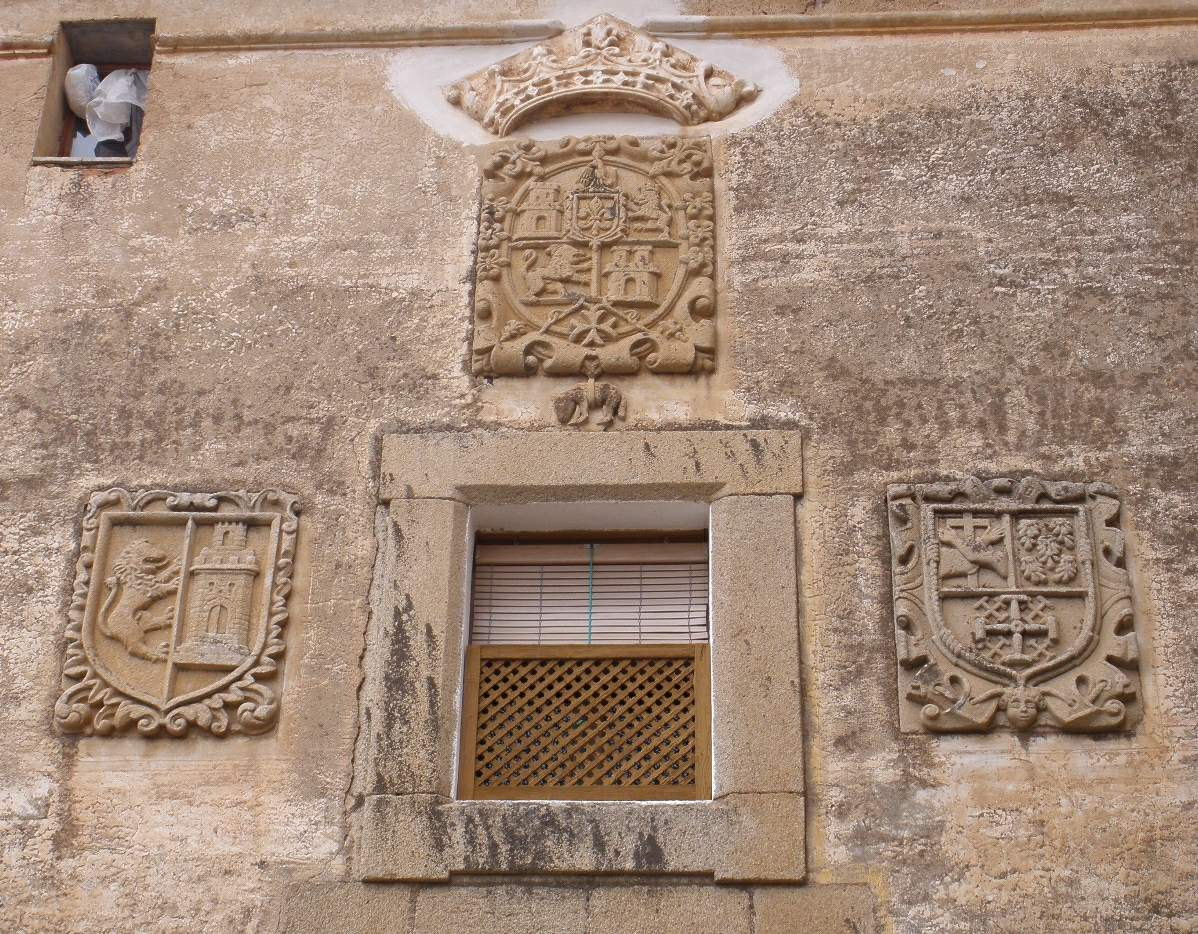
Escudos heráldicos en relieve en la enfermería de San Antonio, uno de los centros sanitarios de la antigua villa.

Una de las mayores dificultades a la que se enfrentan los vecinos del barrio es su peculiar situación respecto al transporte. Aunque vivir en este barrio supone una gran facilidad a la hora de acceder a establecimientos comerciales (el vecino barrio de San Juan es una de las principales zonas comerciales de la ciudad), no es tan fácil llegar a lugares distantes. Desde 2003, todo el interior de la muralla es peatonal, pudiendo entrar con vehículos solamente los vecinos y otras personas autorizadas; otras zonas del casco antiguo también tienen restricciones de acceso. Pese a que los vecinos pueden acceder al barrio con su coche, la estrechez de las calles y los desniveles hacen frecuentes las calles de un solo sentido y las completamente inaccesibles al tráfico, a lo que se suman los frecuentes cortes de vías con motivo de los múltiples eventos culturales que alberga el barrio.
Por motivos evidentes, ninguna línea del autobús urbano de Cáceres atraviesa este barrio. La parada más cercana al barrio de Intramuros es una que hay a las afueras del arco del Cristo en la línea 6, una línea circular formada por un microbús que rodea el casco antiguo cada cuarenta minutos. El lugar más recomendable para acceder al casco antiguo es el barrio de Cánovas, donde hay paradas de todas las líneas, ubicadas unos ochocientos metros al suroeste del arco de la Estrella. Esta circunstancia hace que exista una cada vez mayor oposición de los cacereños a dar utilidad no turística a los edificios del casco antiguo: por ejemplo, cuando en 2015 se propuso trasladar la sede local de la Escuela Oficial de Idiomas al vecino barrio de Santiago, muchos alumnos protestaron contra la propuesta por la mala conexión a la red de autobús.
El barrio carece de centros educativos propios debido a la escasa población en edad escolar. En el mapa de zonas de influencia educativas de la Junta de Extremadura para Cáceres, el norte del barrio se incluye en la zona "B" de Infantil y Primaria, que cubre la mitad septentrional del distrito Centro-Casco Antiguo, siendo el colegio público más cercano el CEIP Nuestra Señora de la Montaña del barrio de Casas Baratas y el concertado más próximo el San José del barrio de Margallo. Por su parte, el sur del barrio se incluye en la zona "C" que cubre el centro de la ciudad, siendo el colegio público más cercano el CEIP Prácticas del barrio de Cánovas y el concertado más próximo el Paideuterion del barrio de Santa Clara. El colegio Paideuterion es el último que sobrevive en las inmediaciones, tras haberse trasladado a otras zonas todos los demás colegios del casco antiguo por la despoblación que sufre la zona, pero también ha manifestado su intención de abandonar su ubicación actual.
En el mapa sanitario del Servicio Extremeño de Salud, el barrio pertenece a la zona de salud del centro de salud Zona Centro, ubicado en la plaza de Hernán Cortés.